# Собиски (город, Миннесота)
Собиски (англ. Sobieski) — город в округе Моррисон, штат Миннесота, США. На площади 10,8 км² (10,8 км² — суша, водоёмов нет), согласно переписи 2002 года, проживают 196 человек. Плотность населения составляет 18,1 чел./км².
- FIPS-код города — 27-61006[1]
- GNIS-идентификатор — 0652216[2]